# Голова Державної ради НДР
Голова Державної ради НДР — був фактичним главою Німецької Демократичної Республіки.
Посада буда створена у 1960 р. замість посади президента Німецької Демократичної Республіки, яку з 1949 р. і до своєї смерті займав Вільгельм Пік. Згідно з конституцією Державна рада НДР була колективним органом, але на практиці голова Державної ради розглядався главою держави.
Головами Державної ради НДР були:
| Ім'я                  | початок правління | кінець правління | партія |
| --------------------- | ----------------- | ---------------- | ------ |
| Вальтер Ульбріхт      | 12 вересня 1960   | 1 серпня 1973    | СЄПН   |
| Фрідріх Еберт (в.о.)  | 1 серпня 1973     | 3 жовтня 1973    | СЄПН   |
| Віллі Штоф            | 3 жовтня 1973     | 29 жовтня 1976   | СЄПН   |
| Еріх Хонеккер         | 29 жовтня 1976    | 24 жовтня 1989   | СЄПН   |
| Егон Кренц            | 24 жовтня 1989    | 6 грудня 1989    | СЄПН   |
| Манфред Герлах (в.о.) | 6 грудня 1989     | 5 квітня 1990    | ЛДПГ   |

Після перших вільних виборів в Народну палату НДР у 1990 р. в Конституцію НДР були внесені зміни, згідно з якими до виборів нового президента повноваження Голови Державної ради НДР тимчасово перейшли до Голови Народної палати, якою була обрана Сабіна Бергманн-Поль. Однак вибори нового президента не відбулися.